# Carlos Alberto Délano
Carlos Alberto Délano Abbott (Santiago, 22 de septiembre de 1948)es un ingeniero comercial y empresario chileno. Délano Abbott es reconocido como uno de los socios fundadores y presidente de Empresas Penta desde 1986, así como cofundador y miembro del Consejo Directivo de la Universidad del Desarrollo (UDD).

## Familia y estudios
Carlos Alberto Délano nació en Santiago de Chile el 22 de septiembre de 1948. Es hijo de Sergio Délano Concha y Carmen Abbott Marín.
Estudió en el Saint George's College, y posteriormente ingresó a la carrera de ingeniería comercial en la Pontificia Universidad Católica de Chile.
Está casado con Verónica Méndez Ureta y tiene nueve hijos. Además, es el tío de Ernesto Silva Méndez, político y expresidente de la UDI.

## Carrera empresarial
Inició su trayectoria empresarial a mediados de la década de 1980, cuando, junto a Carlos Eugenio Lavín, adquirieron el 5 % del Consorcio Nacional de Seguros (CNS). En 1986, ambos consolidaron su presencia en el sector al tomar el control de la Compañía de Seguros Generales Consorcio Nacional de Seguros, dando origen a Penta S.A.
Posteriormente, Délano y Lavín constituyeron el holding Empresas Penta, al cual sumaron la AFP Cuprum (1991) —vendida en 2012 a Principal Financial Group—, la Isapre Vida Tres S.A. (1991) y el Banco de Chile (1999) —vendido en 2000 al Grupo Luksic—. Actualmente, las inversiones del grupo se concentran en las empresas Penta Vida, Penta Security, Banco Penta y Banmédica, entre otras.
Délano ha ocupado cargos directivos en diversas empresas del holding Penta, entre ellas AFP Cuprum, Banco de Chile (1993-2001), Banmédica, Penta Vida, Penta Security y Banco Penta; y de otras compañías como Radio Portales, LAN Chile y Azul Azul S.A. También ha integrado los directorios de la Bolsa de Comercio de Santiago, ICARE, la Feria Ganadera de Osorno, la Fundación Teletón (1997-2014) —cuyo directorio presidió entre 2010 y 2014— y la Fundación Imagen de Chile. Hasta 2014 integró el consejo directivo de la Universidad del Desarrollo, y fue consejero asesor de la Facultad de Economía y Negocios y del Programa Ejecutivo de MBA de dicha universidad.

## Actividad política

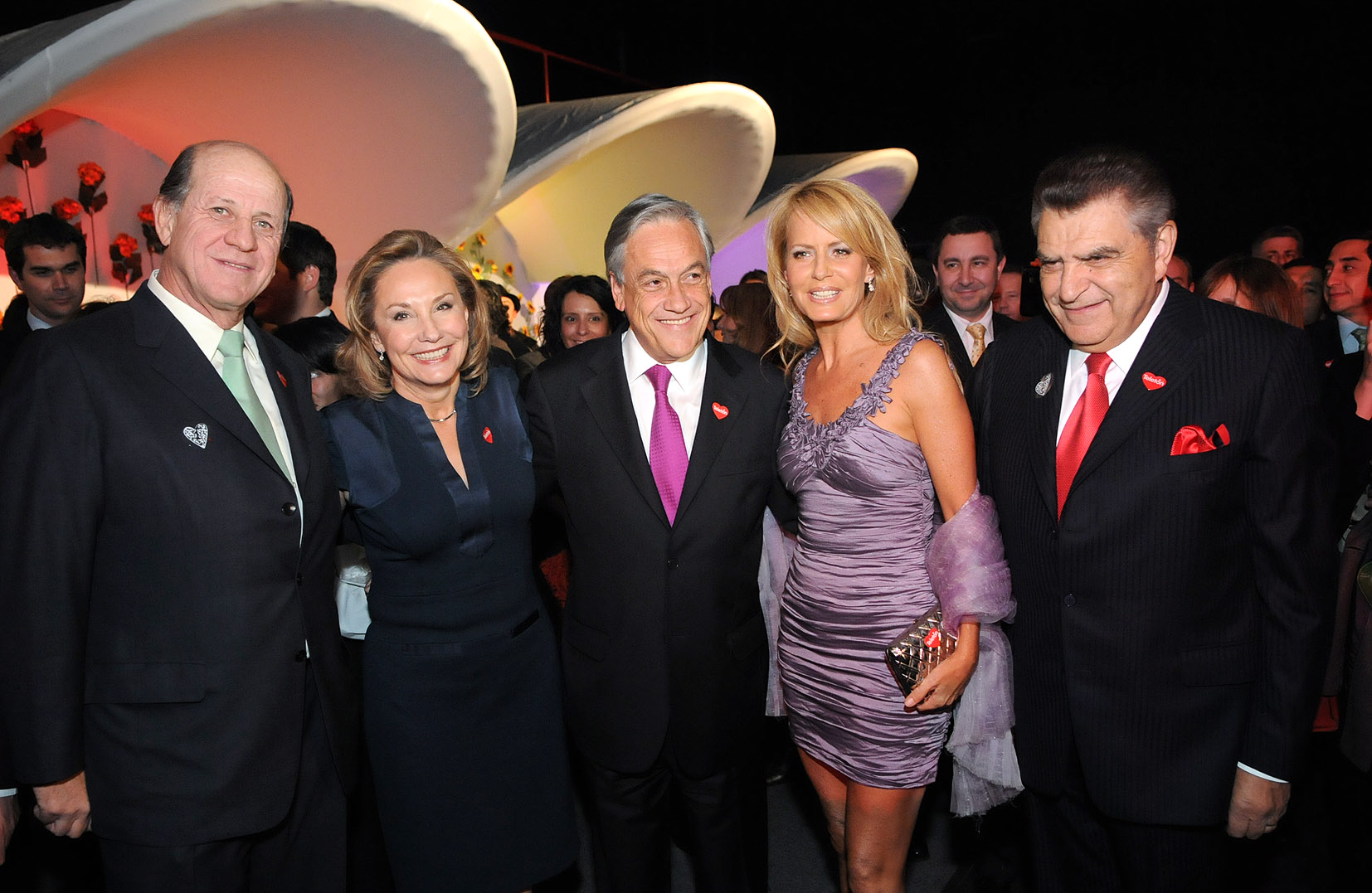
Délano (a la izquierda) en el lanzamiento de la Teletón 2010.

Carlos Délano es militante de la Unión Demócrata Independiente (UDI) y miembro del consejo histórico de dicho partido político. Ha desempeñado un rol clave en la estrategia política de la UDI, actuando como asesor de campaña de varios miembros, entre ellos de Joaquín Lavín, a quien consideró su mentor y respaldó como generalísimo en todas sus candidaturas.
Entre sus contribuciones más reconocidas se encuentra la creación del eslogan «Gallito de pelea» para la elección parlamentaria de 1989 en el distrito 23. Asimismo, fue el artífice de los lemas «Viva el cambio» y «Alas para todos», utilizados en las campañas presidenciales de Lavín en 1999 y 2005, respectivamente.
El empresario ha sido mencionado como uno de los financistas de la Unión Demócrata Independiente (UDI) y sus campañas políticas. Sin embargo, desde 2010, tras asumir la presidencia de la Fundación Teletón, ha negado cualquier vinculación con el financiamiento del partido. Su presunta participación en estas actividades volvió a ser tema de debate en 2014, en el marco del "Caso Penta", cuando se investigó al grupo por presuntas donaciones irregulares a varios candidatos de la UDI.

## Caso Penta
En agosto de 2014, el Servicio de Impuestos Internos (SII) presentó una denuncia ante el Ministerio Público contra Délano y otras seis personas vinculadas al conglomerado Penta por presunto fraude tributario. Según la acusación inicial, el grupo habría defraudado al Fisco por montos estimados entre $260 a $660 millones de pesos. A raíz del caso, Délano presentó su renuncia a diversos cargos. En septiembre de 2014, dejó el directorio de la Fundación Teletón. En diciembre del mismo año, renunció a los directorios de Penta Vida, Penta Security, Banmédica y Banco Penta, así como al consejo directivo de la Universidad del Desarrollo Posteriormente, en enero de 2015, dejó su cargo en la Fundación Imagen País y, un mes más tarde, del grupo de empresas Feria de Osorno.
El 7 de marzo de 2015, se formalizó la investigación en su contra por delitos tributarios y soborno. Inicialmente, se decretó su prisión preventiva en el Anexo Penitenciario Capitán Yáber, donde permaneció hasta el 23 de abril, cuando la medida fue revocada y reemplazada por arresto domiciliario y arraigo nacional. En julio de 2018, fue condenado junto a Lavín por delitos tributarios consumados y reiterados a cuatro años de presidio, bajo el beneficio de libertad vigilada, una multa de $857 084 267 cada uno y cumplir un programa formativo sobre ética en la dirección de empresas.

## Reconocimientos
- Premio al «mejor empresario», editorial Los Andes (1997).[24]
- Uno de los 25 empresarios que le cambiaron el rostro a Chile en los últimos 30 años, revista Capital (2003).[24]